# Sild Kommune
Sild er en kommune i det nordlige Tyskland under Nordfrislands kreds i delstaten Slesvig-Holsten. Kommunen ligger på øen Sild i Sydslesvig og blev oprettet i januar 2009 ved sammenlægning af Vesterland, Rantum og den forhenværende kommune Sild-Øst. De øvrige kommuner på Sild, List, Hørnum, Kampen og Venningsted-Brarup, deltog ikke i sammenlægningen. Kommunens hovedby er Vesterland. 13.741 indbyggere (31. december 2021).
Kommunen består af følgende landsbyer:
- Arksum (tysk Archsum, nordfrisisk Arichsem)
- Kejtum (tysk Keitum, nordfrisisk Kairem)
- Morsum (nordfrisisk Muasem)
- Munkmarsk (tysk Munkmarsch, nordfrisisk Munkmäärsk)
- Rantum (nordfrisisk Rånterem),
- Tinnum (nordfrisisk Tinem)
- Vesterland (tysk Westerland, nordfrisisk Weesterlön).

## Politik
Silds borgmester er Nikolas Häckel. Kommunalbestyrelsen (Gemeindevertretung) består af 33 medlemmer. 
Ved seneste kommunalvalg i maj 2023 fik kommunalbestyrelsen følgende fordeling . Valgdeltagelse i Sild Kommune lå 2023 på 43,3 %.
|  | Parti                      | Procent | Mandater |
|  | -------------------------- | ------- | -------- |
|  | CDU                        | 34,9 %  | 12       |
|  | Borgerlisten SWG           | 12,9 %  | 4        |
|  | SSW                        | 12,9 %  | 4        |
|  | De Grønne                  | 11,5 %  | 4        |
|  | SPD                        | 11,1 %  | 4        |
|  | Borgerlisten Die Insulaner | 10,2 %  | 3        |
|  | FDP                        | 3,5 %   | 1        |
|  | Zukunft                    | 2,7 %   | 1        |
|  | Die Linke                  | 0,2 %   | 0        |